# Nina Kaptsova
Nina Alexandrovna Kaptsova (en russe : Нина Александровна Капцова) danseuse étoile du ballet du Bolchoï et une actrice russe. Elle excelle en danse acrobatique et/ou athlétique (L'Âge d'Or, Spartacus).

## Biographie
Kaptsova est née le 16 octobre 1978 à Rostov-sur-le-Don, en Russie soviétique,. Elle fait ses classes à l'Académie chorégraphique d'État de Moscou sous la direction de Sofia Golovkina. Elle est engagée au sein du Ballet du Bolchoï dès l'obtention de son diplôme couronnant la fin de ses études en 1996. Sa directrice de danse a longtemps été Marina Kondratieva avant de répéter ses rôles avec Nina Semizorova.

## Carrière

### Débuts

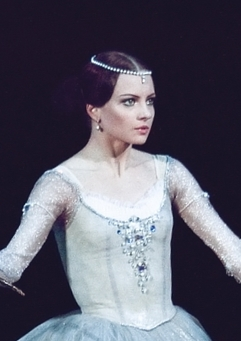
Nina Kaptsova.

Son premier rôle est celui de Cupidon dans Don Quichotte en 1997. Cette même année, elle interprète celui de la « fée gaîté » dans La belle au bois dormant produit par Iouri Grigorovitch,.
En 1998, elle danse une demoiselle d'honneur de La Belle au bois dormant puis, la même année, celui de Gumpe dans La Bayadère également produit par Iouri Grigorovitch. Toujours en 1998, elle parait dans Le Lac des cygnes. En 1999, elle tient le rôle de Clara dans la production de Casse-Noisette par Grigorovitch puis, à nouveau, Le Lac des cygnes cette même année.

### L'étoile de la danse
En 2000 et 2004, elle reprend La Belle au bois dormant en dansant d'abord la princesse Aurore puis l'amie du Prince. À l'issue de la représentation de La Belle au bois dormant du 19 novembre 2011 au cours de laquelle elle danse Aurora dans l'une de ses meilleures interprétations du personnage, Nina Kaptsova est élevée au rang de première danseuse par le directeur artistique Sergueï Filine,,. On lui confie quelques solos dont Mozartiana et Le Clair Ruisseau dans lequel elle danse Zina.
En 2006, elle interprète Shireen de Légende d'amour (Легенда о любви), un  ballet chorégraphié par Iouri Grigorovitch sur une musique d'Arif Melikov. Elle est encore la Rita de L'Âge d'or. En 2007, elle danse pour La leçon, ballet tiré d'une pièce éponyme d'Eugène Ionesco. En 2008, la voici dans le rôle titre de La Sylphide de Bournonville sur une musique de Herman Levenskiold. Puis dans celui d'Adeline dans Flammes de Paris (en russe : Пламя Парижа, Plamia Parija). En 2009, elle interprète le personnage de Liza du ballet La Dame de pique (en russe : Пиковая дама, Pikovaïa dama) d'après l'opéra éponyme de Tchaïkovski et le rôle titre de La Esmeralda dans la version de Iouri Bourlaka pour le théâtre du Bolchoï.

### Tournées
Kaptsova participe à de nombreuses tournées à l'étranger :
- Pendant plusieurs années, elle danse, en tant qu'artiste invitée, au sein du corps de ballet du Théâtre tatar d'opéra et de ballet dans le cadre du Festival du Ballet Noureev ;
- En 2015, elle interprète, au sein du Ballet de Macédoine, le rôle d'Odette/Odile aux 43e Soirées de l'Opéra, festival qui se tient au mois de mai à Skopje (Artem Ovtcharenko dansant le Prince Siegfried).

### La sanction
En 2017, le Bolchoï ne renouvelle pas son contrat de première danseuse à Kaptsova pour raison disciplinaire et l'intègre dans le corps de ballet comme simple danseuse.

## Prix et récompenses
- Meilleur espoir de la danse au concours international “New Names”;
- Prix Benois de la danse 2000;
- Prix de la revue russe Ballet « L'Âme de la danse », catégorie « Étoile » en 2015[13] ;
- Artiste du peuple de la fédération de Russie pour sa promotion de la culture par le ministre de la Culture.

## Vidéographie
Disponibles en France :
- Chostakovitch : The Golden Age (L'Âge D'Or), ballet en trois actes, Bel Air Classiques, ASIN: B071S6RKTC;
- The Bolshoi Ballet : Flammes de Paris/The Flames of Paris, Bel Air Classiques, ASIN: B0044FEZBC (Existe aussi en Blue-Ray);
- Spartacus, Decca, ASIN: B001BWQVVS (existe aussi en Blue-Ray);
- Casse-Noisette Tchaïkovski, Bel Air Classiques, ASIN: B005USB2AE (existe aussi en Blue-Ray)